# Televisão em Cuba
A Televisão em Cuba consiste em TV Aberta e quase todos os canais tem sua programação controladas pelo Governo, com exceção de alguns canais internacionais.
São exibidos programas de entretenimento, culturais e educativos para diversas idades, transmissões de sessões políticas e eventos esportivos. Também está aberto espaço para filmes, além de séries e novelas cubanas ou internacionais. Uma ordem no país só permite atrações do exterior quando são adquiridas e aprovadas pelo governo. 
Em 2016 algumas redes começaram a inciar testes no Sinal Digital. 
Os canais são divididos nos seguintes abaixo: 
- Cubavisión
- Canal Habana
- Canal Educativo
- Canal Educativo 2
- Multivisión
- Tele Rebelde

## Canais Internacionais
Em toda areá de Cuba é impedido que canais que não sejam cubanos transmitam seu sinal, exceto os canais TeleSUR da Venezuela e a TV Marti, sediado em Miami, nos Estados Unidos. Estes dois conseguiram expandir seu sinal no território após um acordo com o governo.

## Sinal Pirata
Milhares de antenas clandestinas vindas dos Estados Unidos levam aos cubanos filmes, novelas, séries e programas de esportes produzidos no exterior. Os donos das antenas conectam suas televisões as dos vizinhos, que, por sua vez distribuem o acesso. O serviço clandestino custa U$ 10 mensais.